# Dolichopus sinualaris
Dolichopus sinualaris är en tvåvingeart som beskrevs av Harmston 1966. Dolichopus sinualaris ingår i släktet Dolichopus och familjen styltflugor.
Artens utbredningsområde är North Dakota. Inga underarter finns listade i Catalogue of Life.